# Guilhem Carayon
Pour les articles homonymes, voir Carayon.
 (décembre 2023).
Guilhem Carayon, né le 26 mai 1999 à Paris, est un homme politique français.
Il adhère en 2018 au mouvement de jeunesse des Jeunes Républicains et en devient son président en 2021. Il est désigné en 2023 porte-parole et vice-président du parti Les Républicains. L'année suivante, il quitte LR pour suivre Éric Ciotti au sein de l'Union des droites pour la République.

## Famille et études
Guilhem Carayon naît le 26 mai 1999 à Paris. Il est le fils de Bernard Carayon, né en 1957, avocat et homme politique.
À travers sa sœur Inès de Raguenel-Carayon de Lagayé, il est le beau-frère du journaliste Louis de Raguenel.
Guilhem Carayon obtient un master 1 de droit des affaires à l'université Panthéon-Sorbonne.
Durant ses études, il est membre du syndicat étudiant de droite l'UNI.

## Parcours politique

### Au sein du parti Les Républicains
En 2020, il devient responsable des Jeunes Républicains du Tarn.
En 2021, il est candidat à la présidence des Jeunes Républicains. Incarnant une droite « forte » et « décomplexée », Guilhem Carayon l'emporte avec 62 % des voix,. Sa victoire est considérée comme « un camouflet pour la direction du parti », dont de nombreux cadres soutenaient son adversaire.
De 2021 à 2023, Guilhem Carayon contribue à relancer Les Jeunes Républicains, qui passent de 1 500 à 17 000 adhérents.
Il est nommé porte-parole de Valérie Pécresse lors de l'élection présidentielle de 2022.
Pendant la campagne interne des Républicains, il soutient Éric Ciotti face à Bruno Retailleau et Aurélien Pradié[réf. nécessaire]. En janvier 2023, il est nommé par  Éric Ciotti porte-parole et vice-président du parti.
En novembre 2023, il est réélu président des Jeunes Républicains.

### Élections législatives et européennes
Dans le cadre des élections législatives de juin 2022, il est candidat dans la 3e circonscription du Tarn. Il reçoit le soutien de Jean Lassalle, Laurent Wauquiez, Xavier Bertrandet David Lisnard[source secondaire nécessaire]. Il est éliminé au premier tour avec 16,28 % des voix.
Guilhem Carayon brigue une place éligible sur la liste LR en vue des élections européennes de 2024. Il obtient la neuvième place, ce qui crée des frictions au sein du parti. Il aurait menacé d'un possible ralliement au Rassemblement national ou à Reconquête, ce qu'il réfute.
Lors des élections législatives de 2024, à l'issue d'un accord entre LR et RN, il est candidat dans la 3e circonscription du Tarn. Il est battu par le député Renaissance sortant, Jean Terlier, qui avait déjà battu son père en 2017. Alors qu'il était arrivé en tête du premier tour du scrutin avec 15 points d'avance, il attribue sa défaite au second tour au front républicain des électeurs de gauche.
Le 23 septembre 2024, il quitte LR pour rejoindre l'Union des droites pour la République créée par Éric Ciotti. Il en devient vice-président délégué en octobre 2024.

## Prises de position
Guilhem Carayon dit souhaiter incarner une droite « décomplexée » et une fibre sociale. Il prône une droite « populaire », des valeurs de travail, de liberté, et d'émancipation individuelle,.
En 2022, il soutient Laurent Wauquiez pour être le candidat de la droite à l'élection présidentielle de 2027.

## Détail des mandats et fonctions
- 2021 - 2024 : président des Jeunes Républicains
- 2023 - 2024 : porte-parole des Républicains
- 2023 - 2024 : vice-président des Républicains

## Synthèse des résultats électoraux

### Élections législatives
| Année | Parti | Parti    | Circonscription | 1er tour | 1er tour | 1er tour | 2d tour | 2d tour | 2d tour | Issue   |
| Année | Parti | Parti    | Circonscription | Voix     | %        | Rang     | Voix    | %       | Rang    | Issue   |
| ----- | ----- | -------- | --------------- | -------- | -------- | -------- | ------- | ------- | ------- | ------- |
| 2022  |       | LR       | 3e du Tarn      | 8 996    | 16,28    | 4e       |         |         |         | Éliminé |
| 2024  |       | RAD (RN) | 3e du Tarn      | 31 748   | 43,51    | 1e       | 34 722  | 49,01   | 2e      | Battu   |